# Guitarricadelafuente
Guitarricadelafuente (рођен као Алвар Лафуенте; 27. август 1997) шпански је кантаутор и композитор.
Лафуенте је почео да објављује своје извођење на различитим платформама друштвених медија попут Инстаграма 2017. Ове обраде песама су у почетку привукле скроман број људи захваљујући мешавини инди фолка, румбе и фламенко музике. У априлу 2018. објавио је своју прву оригиналну песму под називом "El Conticinio" коју је снимио код куће са Плејстејшн микрофоном.
У јуну 2019. сарађивао је са такмичарком Наталијом Лакунзом у пројекту Операција Тријумф на њеном дебитантском синглу „Nana Triste“ који је заузео 4. место на листи Productores de Música de España. Након комерцијалног успеха сингла, Лафуенте је наставио да самостално издаје синглове.

## Биографија
Њега је тим телевизијског такмичења талената La Voz контактирао путем његових порука на Инстаграму ради аудиције за такмичење иако никада није изабран након што је прихватио прилику. Такође је покушао да учествује у деветој сезони Операције Тријумф који се вратио на телевизију након 6-годишње паузе. Певач сада живи у Барселони.
Изјаснио се као геј.
У октобру 2018. објавио је четири песме на Спотифају, "Guantanamera", "Sixtinain" и "El Conticinio"  и обраду нумере Мануела Ваљеха из 1926. „Catalina“ и наставио да их промовише на локалним радијима и на наступима у локалним парковима. Напустио је универзитет након што је три пута променио смерове (прво архитектуру, затим филмску режију и затим дизајн) да би се фокусирао на своју музику.
Године 2019. је снимио песму у Операцији Тријумф са Наталијом Лакунзом „Nana Triste“ . Лафуенте је постао изузетно популаран и наступао је на неколико националних фестивала током те године у Ваљадолиду и Галицији. Такође је проширио своју турнеју и одржао концерте у Кастељону, Малаги, Гранади, Мурсији и Барселони између осталих и сви су били распродати.
Године 2020. продужио је своју националну турнеју и заказао два концерта у Мексику који су морали бити одложени због пандемије коронавируса 2019–20.
Једини албум који је издао под називом La Cantera је издат 2022. године.

## Дискографија
Албуми
- La Cantera (2022)

Синглови
- "El Conticinio" (2018)
- "Guantanamera" (2018)
- "Sixtinain" (2018)
- "Nacido Pa Ganar" (2019)
- "Agua Y Mezcal" (2019)
- "ABC" (2019)
- "Desde Las Alturas" (2020)
- "Ya mi mama me decía" (2020)
- "Mil y una noches" (2021)
- "Vidalita del mar" (2022)
- "Quién encendió la luz" (2022)

Сарадње
- "Nana Triste" (Наталија Лакунза) (2019)
- "Vas a Encontrarte" (Муердо) (2019)
- "Cerrado Por Derribo" (Нино де Елће) (2019)
- "Góndolas" (Раул Рефри) (2020)
- "Límite" (Фетен Фетен) (2020)